# Liste der Naturdenkmale in Bautzen
Die Liste der Naturdenkmale in Bautzen nennt die Naturdenkmale in der Stadt Bautzen im sächsischen Landkreis Bautzen.

## Definition
„Naturdenkmäler sind rechtsverbindlich festgesetzte Einzelschöpfungen der Natur oder entsprechende Flächen bis zu fünf Hektar, deren besonderer Schutz erforderlich ist
1. aus wissenschaftlichen, naturgeschichtlichen oder landeskundlichen Gründen oder
2. wegen ihrer Seltenheit, Eigenart oder Schönheit.“

„§ 18 – Naturdenkmäler – (zu § 28 BNatSchG)
(1) Die Erklärung nach § 22 Abs. 1 BNatSchG von Teilen von Natur und Landschaft als Naturdenkmal erfolgt durch Rechtsverordnung oder Einzelanordnung.
(2) Über § 28 Abs. 1 BNatSchG hinaus können Naturdenkmäler zur Sicherung von Lebensgemeinschaften oder Lebensstätten von im Bestand gefährdeten oder streng geschützten Arten festgesetzt werden.“

## Liste
Diese Auflistung unterscheidet zwischen Flächennaturdenkmalen (FND) mit einer Fläche bis zu 5 ha (bei Verordnung nach DDR-Recht auch mehr) und Einzel-Naturdenkmalen (ND).

Link zu einem Kartenansichtstool, um Koordinaten zu setzen.
| Bild                          | Bezeichnung                                                     | Lage                               | Beschreibung        | Datum                    | Nummer |
| ----------------------------- | --------------------------------------------------------------- | ---------------------------------- | ------------------- | ------------------------ | ------ |
| BW                            | Engtal der Spree im Abgott                                      | (51° 11′ 47,2″ N, 14° 26′ 23,6″ O) | Fläche 4428,818 m²  | 14.02.1985 (B-Nr. 37/85) | BZ004  |
| BW                            | Engtal der Spree im Abgott                                      | (51° 11′ 44,3″ N, 14° 26′ 23,1″ O) | Fläche 6485,624 m²  | 14.02.1985 (B-Nr. 37/85) | BZ004  |
| BW                            | Halbtrockenrasen im Abgott                                      | (51° 11′ 47,8″ N, 14° 26′ 40,3″ O) | Fläche 4071,103 m²  | 14.02.1985 (B-Nr. 37/85) | BZ005  |
| BW                            | Trockenrasengesellschaft im Abgott                              | (51° 11′ 46,2″ N, 14° 26′ 31,7″ O) | Fläche 5363,074 m²  | 14.02.1985 (B-Nr. 37/85) | BZ006  |
| BW                            | Trockenrasengesellschaft mit Birkenbestand im Abgott (Bartgras) | (51° 11′ 47,8″ N, 14° 26′ 5,2″ O)  | Fläche 7779,104 m²  | 14.02.1985 (B-Nr. 37/85) | BZ007  |
| mehr Fotos \| Fotos hochladen | Protschenberg                                                   | (51° 11′ 4″ N, 14° 25′ 4,7″ O)     | Fläche 23527,427 m² | 14.02.1985 (B-Nr. 37/85) | BZ008  |
| BW                            | Tertiärer Sandsteinbruch am Windmühlenberg                      | (51° 10′ 25,6″ N, 14° 22′ 9,4″ O)  | Fläche 997,102 m²   | 14.02.1985 (B-Nr. 37/85) | BZ020  |
| Fotos hochladen               | Dioritgang Stiebitz                                             | (51° 10′ 25,4″ N, 14° 23′ 23,5″ O) | Fläche 4526,075 m²  | 14.02.1985 (B-Nr. 37/85) | BZ059  |
| Fotos hochladen               | Feldbrunnen an der Alten Dresdner Straße                        | (51° 10′ 33″ N, 14° 22′ 19,2″ O)   | Fläche 184,885 m²   | 14.02.1985 (B-Nr. 37/85) | BZ060  |
| BW                            | Basankwitzer Höhen                                              | (51° 12′ 13,1″ N, 14° 28′ 33″ O)   | Fläche 44103,997 m² | 05.10.1995               | BZ076  |
| BW                            | Esche am Feldschlößchen                                         | (51° 10′ 37,6″ N, 14° 25′ 11,1″ O) | ND                  |                          | B229   |
| Fotos hochladen               | Winterlinde                                                     | (51° 10′ 5,8″ N, 14° 24′ 26,9″ O)  | ND                  |                          | 247    |